# Astragalus albertoregelia
Astragalus albertoregelia är en ärtväxtart som beskrevs av Constantin Konstantin Georg Alexander Winkler och Boris Fedtjenko. Astragalus albertoregelia ingår i släktet vedlar, och familjen ärtväxter. Inga underarter finns listade i Catalogue of Life.